# Енбек (Казыгуртский район)
Енбек (каз. Еңбек) — село в Казыгуртском районе Туркестанской области Казахстана. Входит в состав Турбатского сельского округа. Код КАТО — 514053200.

## Население
В 1999 году население села составляло 1277 человек (628 мужчин и 649 женщин). По данным переписи 2009 года, в селе проживало 659 человек (320 мужчин и 339 женщин).